# Давід Кінсомбі
Давід Кінсомбі (нім. David Kinsombi, нар. 12 грудня 1995, Рюдесгайм-ам-Райн, Німеччина) — німецький футболіст конголезького походження, півзахисник клубу «Зандгаузен».

## Ігрова кар'єра

### Клубна
Давід Кінсомбі починав грати у футбол у молодіжній команді клубу «Веен» з Вісбадена. Згодом він перейшов до клубу «Майнц 05», де продовжив грати на молодіжному рівні. У сезоні 2013/14 Кінсомбі був капітаном молодіжки «Майнца», а також провів чотири поєдинки за другу команду клубу.
У березні 2014 року футболіст приєднався до франкфуртського  «Айнтрахта» і в листопаді 2014 року дебютував у турнірі Бундесліги. Але повноцінно закріпитися в основі «Айнтрахта» футболіст не зумів, за два сезони зігравши лише чотири матчі.
У січні 2016 року футболіст перейшов до клубу «Карлсруе», де відразу був відправлений до кінця сезону в оренду у клуб «Магдебург». Вже наступного літа футболіст знову змінив клуб. Він перейшов до стану «Гольштайну» з міста Кіль. Де провів два сезони і влітку 2019 року став гравцем «Гамбурга».
Влітку 2022 року Давід перейшов до клубу «Зандгаузен», де на той момент вже грав його молодший брат Кристіан.

### Збірна
Давід Кінсомбі провів три гри у складі юнацької збірної Німеччини (U-18).